# Chaussy, Val-d'Oise
Chaussy är en kommun i departementet Val-d'Oise i regionen Île-de-France i norra Frankrike. Kommunen ligger i kantonen Magny-en-Vexin som tillhör arrondissementet Pontoise. År 2022 hade Chaussy 634 invånare.

## Befolkningsutveckling
Antalet invånare i kommunen Chaussy
| Referens: INSEE |